# Chirostenotes
A Chirostenotes (ógörög eredetű nevének jelentése 'keskenykezű') az oviraptorosaurus dinoszauruszok egyik neme, amely a késő kréta korban (mintegy 75–66 millió évvel ezelőtt) élt a kanadai Alberta és az egyesült államokbeli Dél-Dakota területén. Típusfaja a Chirostenotes pergracilis. Egyes kutatók azonosítottak egy másik fajt is, C. elegans néven.

## Anatómia

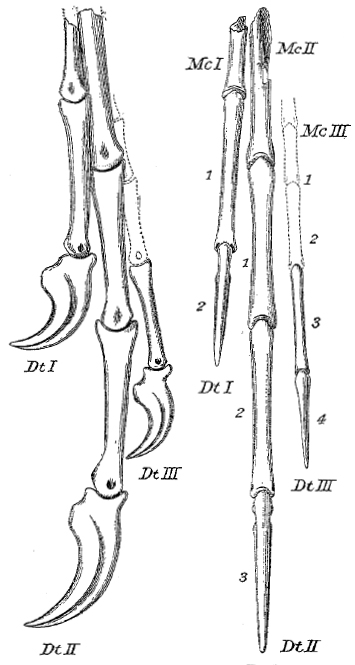
A típuspéldányról készült rajz

A Chirostenotes fogatlan csőrrel, hosszú, vékony, aránylag egyenes karmokban végződő karokkal, hosszú, erős keskeny lábujjakban végződő hátsó lábakkal, rövid farokkal és egy lekerekített kazuárszerű fejdísszel rendelkezett. Az állat hossza körülbelül 2,1 méter, csípőmagassága pedig mintegy 0,91 méter volt. A tömegét nagyjából 50 kilogrammra becsülték. Valószínűleg mindenevőként vagy növényevőként élt, bár a csőre az Oviraptoridae család ázsiai tagjaira jellemzően nehéz felépítésű volt. Kisebb hüllőkkel és emlősökkel, valamint növényekkel, tojásokkal és rovarokkal táplálkozhatott.
2005-ben Phil Senter és J. Michael Parrish megjelentettek egy tanulmányt a Chirostenotes kezének működéséről, melyben úgy találták, hogy a szokatlanul egyenes karomban végződő meghosszabbodott második ujj adaptáció lehetett a hasadékok vizsgálatához. Kijelentették, hogy a Chirostenotes feltehetően puhatestű zsákmányt, például hernyókat, páncélozatlan kétéltűeket, hüllőket és emlősöket fogyasztott, melyeket a második karmára tűzött fel. Ha azonban a Chirostenotes hosszú második ujján nagy elsődleges tollak helyezkedtek el, ahogyan a többi oviraptorosaurus, például a Caudipteryx esetében, az megakadályozhatta ezt a viselkedést.

## Taxonómiai történet

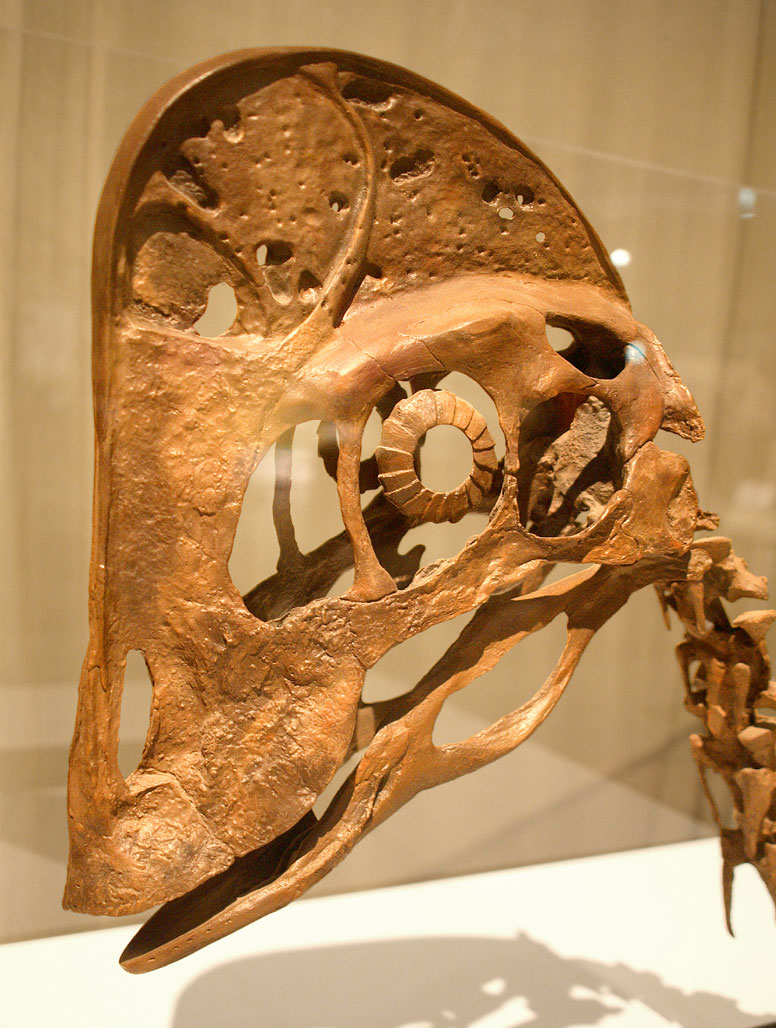
Egy leíratlan, feltételezett példány rekonstruált nyaka és feje

A Chirostenotes felfedezésének és elnevezésének története zavaros. Az első, egy pár mellső lábból álló Chirostenotes fosszíliát 1914-ben George Fryer Sternberg találta meg Kanadában, a Little Sandhill-patak közelében, a kanadai formációk közül a legtöbb dinoszaurusz lelettel szolgáló campaniai korszakbeli Dinosaur Park-formációban. A maradványokat Lawrence Morris Lambe kezdte tanulmányozni, aki elhunyt, még mielőtt hivatalos nevet alkothatott volna a nem számára. 1924-ben, Charles Whitney Gilmore átvette a Lambe jegyzeteiben talált nevet, és leírást készített a típusfajról, a Chirostenotes pergracilisról. A nem neve az ógörög χειρ / cheir, ('kéz') és στήνοτής / sztenotesz ('keskenység') szavak összetételéből származik. A faj nevének jelentése 'teljesen', és a latin per~, és gracilis szavakból ered. A holotípus az NMC 2367 katalógusszámú lelet, egy pár mellső láb.
A Chirostenotes nem az egyetlen név volt, amit a nemhez kapcsoltak. Megtalálták a lábak maradványait is, a CMN 8538 katalógusszámú leletet, melynek 1932-ben Charles Mortram Sternberg a 'nagy lábujjak Kanadából' jelentésű Macrophalangia canadensis nevet adta. Sternberg felismerte, hogy ezek egy húsevő dinoszaurusz részei, de úgy vélte, hogy egy ornithomimidához tartoznak.
1936-ban Raymond Sternberg Steveville közelében felfedezett egy állkapcsot, a CMN 8776 katalógusszámú példányt, ami 1940-ben a Caenagnathus collinsi nevet kapta. Az ógörög καινός / kainosz ('új') és γναθος / gnathosz ('állkapocs') szavak összetételével alkotott név jelentése 'újkeletű állkapocs', a fajnév pedig William Henry Collinsra utal. A fogatlan állkapcsot először egy madár részének hitték.
A leletek pontos rokoni kapcsolatai lassan tisztázódni kezdtek. 1960-ban Alexander Wetmore megállapította, hogy a Caenagnathus nem volt sem madár, sem ornithomimida. 1969-ben Edwin Colbert és Dale Russell kijelentették, hogy a Chirostenotes és a Macrophalangia ugyanaz az állat. 1976-ban Halszka Osmólska a Caenagnathusról oviraptosaurusként készített leírást. 1981-ben a mellső és hátsó lábbal együtt megőrződött ázsiai Elmisaurus felfedezése igazolta Colbert és Russell állításának helyességét.
1988-ban Philip Currie és Dale Russell újra felfedeztek, és tanulmányozni kezdtek egy 1923-ban eltárolt példányt. Ez a fosszília segített a többi felfedezést egyetlen dinoszauruszhoz kötni. Mivel a leletekhez tartozó nevek közül a Chirostenotes volt az első, ez az egyetlen, ami érvényesnek számít.
Currie és Russell arról a problémáról is beszámoltak, hogy a leletanyag egy második faj részeit is tartalmazhatja. 1933-ban William Arthur Parks egy Albertában talált láb, az ROM 781 katalógusszámú lelet alapján elnevezte az Ornithomimus eleganst. 1971-ben, Joël Cracraft, még azt feltételezve, hogy a Caenagnathus madár volt, elnevezte a második Caenagnathus fajt, a Caenagnathus sternbergit, a CMN 2690 katalógusszámú példány, egy kis állkapocs alapján. 1988-ban Russell és Currie kijelentették, hogy ezek a fosszíliák talán egy jóval gyengébb felépítésű Chirostenotes pergracilishoz tartoznak. 1989-ben Currie úgy vélte, hogy a maradványok egy másik, kisebb fajt képviselnek, és ezek alapján elnevezte a Chirostenotes közeli rokonságába tartozó Elmisaurus második faját, az Elmisaurus eleganst. 1997-ben a fajt Hans-Dieter Sues átnevezte Chirostenotes elegansra. Az új név érvényessége vitatott.
Az Horseshoe Canyon-formációból Albertából és a Hell Creek formációból, Montana és Dél-Dakota területéről származó nagyobb csontvázakat is a Chirostenotes pergracilishoz kapcsolták, bár lehetséges, hogy egy vagy több új fajhoz tartoznak. Ezek az új példányok jóval teljesebbek, emellett pedig tekintélyes méretűek: 2010-ben Gregory S. Paul a dél-dakotai példányt 4 méter hosszúra és 350 kilogramm tömegűre becsülte.
2007-ben egy kladisztikus elemzésben Philip Senter kétségbe vonta, hogy az összes nagyobb campaniai fosszília ugyanahhoz az állathoz tartozik: a mellső lábakból és állcsontokból álló eredeti példányokat külön vizsgálva kimutatta, hogy míg a Caenagnathus holotípusa az eredeti bazálisabb pozícióban maradt az elhelyezésére általánosan használt Caenagnathidae kládon belül, addig a Chirostenotes holotípusa fejlett oviraptorosaurusként és oviraptoridaként helyeződött el.
A CMN 8776 katalógusszámú, a Chirostenoteshez kötődő, Gilmore által eredetileg a Chirostenotes pergracilishoz kapcsolt fosszília állcsontokból és különös fogakból áll. Mikor kiderült, hogy a Chirostenotes fogatlan oviraptorosaurus volt, az állcsontok, melyek egy ettől eltekintve ismeretlen, valószínűleg dromaeosaurida dinoszauruszé lehettek, a Richardoestesia nevet kapták.

### Szinonimák
- Macrophalangia canadensis Sternberg, 1932
- Caenagnathus collinsi Sternberg, 1940
- Ornithomimus elegans Parks, 1933
- Elmisaurus elegans (Parks, 1933) Currie, 1989
- Caenagnathus sternbergi Cracraft, 1971
- Chirostenotes sternbergi (Cracraft, 1971) Eberth & Currie & Brinkman & Ryan & Braman & Gardner & Lam & Spivak & Neuman, 2001

## Őspatológia
Bruce Rothschild és szerzőtársai 2001-ben egy tanulmányt jelentettek meg a theropoda dinoszauruszok stressztöréseit és avulziós töréseit igazoló bizonyítékokon végzett vizsgálataikkal, és az állatok viselkedésére vonatkozó következtetéseikkel kapcsolatban. A megvizsgált 17 Chirostenotes lábcsontból mindössze egynél jutottak arra a megállapításra, hogy a sérülést stressztörés okozta.

## Fordítás
- Ez a szócikk részben vagy egészben a Chirostenotes című angol Wikipédia-szócikk ezen változatának fordításán alapul.  Az eredeti cikk szerkesztőit annak laptörténete sorolja fel. Ez a jelzés csupán a megfogalmazás eredetét és a szerzői jogokat jelzi, nem szolgál a cikkben szereplő információk forrásmegjelöléseként.